# Bougy-lez-Neuville
Bougy-lez-Neuville is een gemeente in het Franse departement Loiret (regio Centre-Val de Loire) en telt 174 inwoners (2005). De oppervlakte bedraagt 16,4 km², de bevolkingsdichtheid is 10,6 inwoners per km².
De onderstaande kaart toont de ligging van Bougy-lez-Neuville met de belangrijkste infrastructuur en aangrenzende gemeenten.

## Demografie
Onderstaande figuur toont het verloop van het inwoneraantal van Bougy-lez-Neuville vanaf 1962.

Bron: Frans bureau voor statistiek. Cijfers inwoneraantal volgens de definitie population sans doubles comptes (zie de gehanteerde definities)
1. ↑  Populations de référence 2022.